# Lac de la Plaine
Le lac de la Plaine est un lac artificiel de 39 hectares situé entre les départements de Meurthe-et-Moselle et des Vosges en région Grand Est, à proximité du lac de Pierre-Percée dont il sert de bassin d'alimentation.

## Situation
Situé en aval de Celles-sur-Plaine, au sud de Badonviller, il est alimenté par la Plaine. 

## Histoire
Ce lac a été entièrement conçu par EDF en 1983 pour compléter le rôle du lac de Pierre-Percée.

## Activités
Le lac de la Plaine possède une base de loisirs aussi bien aquatiques (baignade, sports nautiques, pêche) que terrestres (VTT ou tir à l'arc). Les supports de communication touristiques associent généralement les deux plans d'eau sous l'appellation « les lacs de Pierre-Percée ». 